# DFB-Pokal 1974-1975
La DFB-Pokal 1974–75 fu la 32ª edizione della competizione. 128 squadre si sfidarono nei 7 turni della competizione. In finale l'Eintracht Frankfurt sconfisse Duisburg 1–0, difendendo il titolo conquistato la stagione precedente. Fu la seconda vittoria del club nella competizione.

## Primo turno
| Squadra 1                  | Risultato   | Squadra 2                |
| -------------------------- | ----------- | ------------------------ |
| 06.09.1974                 |             |                          |
| Norimberga                 | 2 - 2 (dts) | Wacker Monaco            |
| VfR Mannheim               | 8 - 0       | Sperber Hamburg          |
| 07.09.1974                 |             |                          |
| Eintracht Braunschweig     | 4 - 1 (dts) | Hertha Berlino           |
| Bayern Monaco              | 3 - 2       | Stoccarda                |
| Schweinfurt 05             | 3 - 4       | Kaiserslautern           |
| Bayreuth                   | 1 - 2       | Schalke 04               |
| Arminia Bielefeld          | 1 - 3       | Eintracht Francoforte    |
| Preußen Münster            | 0 - 4       | Amburgo                  |
| Darmstadt                  | 2 - 1       | Wuppertal                |
| TV Gültstein               | 0 - 5       | Borussia M'gladbach      |
| Blumenthaler SV            | 1 - 3       | Duisburg                 |
| OSV Hannover               | 2 - 5       | Rot-Weiss Essen          |
| Fortuna Düsseldorf         | 6 - 0       | ASV Neumarkt             |
| Herford                    | 0 - 3       | Bochum                   |
| Osnabrück                  | 0 - 2       | Borussia Neunkirchen     |
| Göttingen                  | 3 - 2       | Hannover 96              |
| Karlsruhe                  | 0 - 1       | Bayern Hof               |
| Augusta                    | 2 - 1       | Saarbrücken              |
| Schwarz-Weiß Essen         | 3 - 0       | Wattenscheid 09          |
| Wacker 04 Berlino          | 0 - 1 (dts) | Magonza                  |
| Alemannia Aquisgrana       | 1 - 0       | Erkenschwick             |
| Borussia Dortmund          | 3 - 0       | Heilbronn                |
| OSC Bremerhaven            | 1 - 2       | Wolfsburg                |
| Pirmasens                  | 7 - 1       | Neumünster               |
| Weinheim                   | 2 - 4 (dts) | Bayer Uerdingen          |
| Homburg                    | 3 - 0       | TuS Schwachhausen        |
| St. Pauli                  | 3 - 0       | Bad Neuenahr             |
| TSV Weissenburg            | 0 - 5       | Fürth                    |
| Viktoria Colonia           | 4 - 0       | Kickers Stoccarda        |
| Ludwigsburg                | 2 - 2 (dts) | Mülheim-Styrum           |
| Chio Waldhof               | 4 - 0       | Heider SV                |
| Eppingen                   | 2 - 1       | Röchling Völklingen      |
| Lörrach                    | 1 - 2       | Landau                   |
| Baden-Oos                  | 1 - 3       | Arminia Hannover         |
| Eppelborn                  | 4 - 2       | Sportfreunde Eisbachtal  |
| Klein-Linden               | 1 - 2       | Rot-Weiss Lüdenscheid    |
| Leiwen                     | 2 - 2       | 1. FC Pforzheim          |
| Sandhausen                 | 3 - 1       | Wunstorf                 |
| Eintracht Bad Kreuznach II | 1 - 3       | Bayer Leverkusen         |
| Rapide Wedding             | 3 - 0       | TuS Mayen                |
| Heidenheimer SB            | 2 - 2 (dts) | Hertha Zehlendorf        |
| Holstein Kiel              | 6 - 1       | Rot-Weiss Francoforte    |
| Werder Brema               | 11 - 1      | Grünhöfe                 |
| Union Solingen             | 2 - 1       | Kickers Offenbach        |
| Barmbek-Uhlenhorst         | 1 - 2       | Siegen                   |
| Hamborn 07                 | 1 - 3       | Fortuna Colonia          |
| Olympia Wilhelmshaven      | 4 - 1       | Eintracht Treviri        |
| RW Oberhausen              | 4 - 2 (dts) | Langerwehe               |
| VfB Homberg                | 1 - 3       | DJK Gütersloh            |
| Stoccarda II               | 8 - 4 (dts) | Villingen                |
| TuS Ahlen                  | 1 - 2       | VfB Theley               |
| TSV Ersen                  | 0 - 1 (dts) | Dillingen                |
| Eintracht Nordhorn         | 5 - 1       | Westend                  |
| Jülich                     | 2 - 1       | Göppingen                |
| Usinger TSG                | 3 - 2       | Teutonia Obernau         |
| Dudweiler                  | 2 - 1       | Emmendingen              |
| Victoria Amburgo           | 1 - 2 (dts) | Altona 93                |
| Lubecca                    | 3 - 1       | Bayern Monaco II         |
| Spandauer                  | 2 - 0       | Amburgo II               |
| Rodalben                   | 1 - 2 (dts) | Taunusstein-Bleidenstadt |
| 08.09.1974                 |             |                          |
| Eintracht Bad Kreuznach II | 2 - 0       | Westfalia Herne          |
| Oldenburg                  | 2 - 6       | Colonia                  |
| Rheydter SV                | 1 - 2       | TeBe Berlino             |
| Monaco 1860                | 3 - 2 (dts) | Wormatia Worms           |

### Ripetizioni
| Squadra 1         | Risultato       | Squadra 2       |
| ----------------- | --------------- | --------------- |
| 22.09.1974        |                 |                 |
| Hertha Zehlendorf | 5 - 0           | Heidenheimer SB |
| 28.09.1974        |                 |                 |
| 1. FC Pforzheim   | 0 - 0 (5-3 dcr) | Leiwen          |
| 01.10.1974        |                 |                 |
| Wacker Monaco     | 2 - 5           | Norimberga      |
| Mülheim-Styrum    | 3 - 1           | Ludwigsburg     |

## Secondo turno
| Squadra 1                | Risultato   | Squadra 2              |
| ------------------------ | ----------- | ---------------------- |
| 25.10.1974               |             |                        |
| Rot-Weiss Lüdenscheid    | 3 - 5       | Eintracht Braunschweig |
| Fortuna Colonia          | 7 - 2       | Olympia Wilhelmshaven  |
| 26.10.1974               |             |                        |
| Duisburg                 | 3 - 0       | Norimberga             |
| Bayern Hof               | 2 - 2 (dts) | Bochum                 |
| Rot-Weiss Essen          | 6 - 2       | DJK Gütersloh          |
| Wolfsburg                | 1 - 4       | Werder Brema           |
| Bayern Monaco            | 2 - 0       | RW Oberhausen          |
| Schalke 04               | 6 - 0       | Hertha Zehlendorf      |
| Fortuna Düsseldorf       | 4 - 1       | Eppelborn              |
| Kaiserslautern           | 7 - 1       | Spandauer              |
| Eppingen                 | 2 - 1       | Amburgo                |
| TeBe Berlino             | 4 - 0       | Rapide Wedding         |
| St. Pauli                | 8 - 3       | Magonza                |
| Fürth                    | 1 - 1 (dts) | Borussia Dortmund      |
| Mülheim-Styrum           | 2 - 0       | VfR Mannheim           |
| Holstein Kiel            | 0 - 1       | Bayer Uerdingen        |
| Landau                   | 0 - 1       | Augusta                |
| Taunusstein-Bleidenstadt | 0 - 0 (dts) | Homburg                |
| Eintracht Bad Kreuznach  | 2 - 4       | Monaco 1860            |
| Chio Waldhof             | 0 - 1       | Sandhausen             |
| Siegen                   | 1 - 0       | Göttingen              |
| Viktoria Colonia         | 6 - 1 (dts) | Usinger TSG            |
| VfB Theley               | 2 - 4 (dts) | Altona 93              |
| Bayer Leverkusen         | 2 - 0       | Eintracht Nordhorn     |
| Dillingen                | 2 - 2 (dts) | Jülich                 |
| Arminia Hannover         | 5 - 0       | Dudweiler              |
| Stoccarda II             | 2 - 0       | 1. FC Pforzheim        |
| 27.10.1974               |             |                        |
| Union Solingen           | 1 - 2 (dts) | Eintracht Francoforte  |
| Schwarz-Weiß Essen       | 2 - 0       | Darmstadt              |
| 29.10.1974               |             |                        |
| Borussia M'gladbach      | 3 - 5       | Colonia                |
| 13.11.1974               |             |                        |
| Alemannia Aquisgrana     | 2 - 1       | Borussia Neunkirchen   |
| 21.12.1974               |             |                        |
| Pirmasens                | 6 - 0       | Lubecca                |

### Ripetizioni
| Squadra 1                | Risultato       | Squadra 2  |
| ------------------------ | --------------- | ---------- |
| 12.11.1974               |                 |            |
| Taunusstein-Bleidenstadt | 0 - 0 (2-0 dcr) | Homburg    |
| 13.11.1974               |                 |            |
| Borussia Dortmund        | 1 - 0           | Fürth      |
| 16.11.1974               |                 |            |
| Jülich                   | 4 - 0           | Dillingen  |
| 21.12.1974               |                 |            |
| Bochum                   | 5 - 0           | Bayern Hof |

## Terzo turno
| Squadra 1              | Risultato   | Squadra 2                |
| ---------------------- | ----------- | ------------------------ |
| 05.02.1975             |             |                          |
| Fortuna Colonia        | 2 - 0       | Schalke 04               |
| 08.02.1975             |             |                          |
| Fortuna Düsseldorf     | 3 - 2 (dts) | Kaiserslautern           |
| Bayern Monaco          | 2 - 3       | Duisburg                 |
| Colonia                | 4 - 1       | St. Pauli                |
| Werder Brema           | 2 - 2 (dts) | Augusta                  |
| TeBe Berlino           | 1 - 0       | Alemannia Aquisgrana     |
| Bayer Uerdingen        | 0 - 2       | Bochum                   |
| Mülheim-Styrum         | 0 - 3       | Eintracht Francoforte    |
| Schwarz-Weiß Essen     | 1 - 2       | Rot-Weiss Essen          |
| Eintracht Braunschweig | 1 - 2       | Viktoria Colonia         |
| Pirmasens              | 4 - 2       | Monaco 1860              |
| Borussia Dortmund      | 2 - 1       | Siegen                   |
| Jülich                 | 4 - 2       | Taunusstein-Bleidenstadt |
| Altona 93              | 2 - 0       | Arminia Hannover         |
| Stoccarda II           | 2 - 0       | Bayer Leverkusen         |
| 15.02.1975             |             |                          |
| Sandhausen             | 1 - 2       | Eppingen                 |

### Ripetizione
| Squadra 1  | Risultato | Squadra 2    |
| ---------- | --------- | ------------ |
| 19.02.1975 |           |              |
| Augusta    | 1 - 2     | Werder Brema |

## Ottavi di finale
| Squadra 1             | Risultato   | Squadra 2         |
| --------------------- | ----------- | ----------------- |
| 15.03.1975            |             |                   |
| Eintracht Francoforte | 1 - 0       | Bochum            |
| Fortuna Düsseldorf    | 5 - 2       | Colonia           |
| Rot-Weiss Essen       | 6 - 0       | Pirmasens         |
| Duisburg              | 7 - 0       | Altona 93         |
| Stoccarda II          | 2 - 1       | TeBe Berlino      |
| Fortuna Colonia       | 0 - 0 (dts) | Jülich            |
| Eppingen              | 0 - 2       | Werder Brema      |
| 16.03.1975            |             |                   |
| Viktoria Colonia      | 0 - 0 (dts) | Borussia Dortmund |

### Ripetizioni
| Squadra 1         | Risultato | Squadra 2        |
| ----------------- | --------- | ---------------- |
| 26.03.1975        |           |                  |
| Borussia Dortmund | 3 - 0     | Viktoria Colonia |
| 29.03.1975        |           |                  |
| Jülich            | 0 - 1     | Fortuna Colonia  |

## Quarti di finale
| Squadra 1             | Risultato | Squadra 2          |
| --------------------- | --------- | ------------------ |
| 12.04.1975            |           |                    |
| Stoccarda II          | 0 - 4     | Borussia Dortmund  |
| Eintracht Francoforte | 4 - 2     | Fortuna Colonia    |
| Werder Brema          | 0 - 2     | Duisburg           |
| Rot-Weiss Essen       | 1 - 0     | Fortuna Düsseldorf |

## Semifinali
| Squadra 1             | Risultato   | Squadra 2         |
| --------------------- | ----------- | ----------------- |
| 29.04.1975            |             |                   |
| Eintracht Francoforte | 3 - 1 (dts) | Rot-Weiss Essen   |
| 30.04.1975            |             |                   |
| Duisburg              | 2 - 1 (dts) | Borussia Dortmund |

## Finale
| Squadra 1             | Risultato | Squadra 2 |
| --------------------- | --------- | --------- |
| 21.06.1975            |           |           |
| Eintracht Francoforte | 1 - 0     | Duisburg  |

| Arbitro: | Walter Horstmann (Hildesheim) |

|            |           |  |
| Körbel 57’ | Marcatori |  |

| EINTRACHT FRANKFURT:            |   |                      |
|                                 |   |                      |
| GK                              | 1 | Günther Wienhold     |
| SW                              |   | Gert Trinklein       |
| DF                              |   | Peter Reichel        |
| DF                              |   | Karl-Heinz Körbel    |
| DF                              |   | Willi Neuberger      |
| MF                              |   | Klaus Beverungen     |
| MF                              |   | Roland Weidle        |
| MF                              |   | Jürgen Grabowski (c) |
| MF                              |   | Bernd Nickel         |
| FW                              |   | Bernd Hölzenbein     |
| FW                              |   | Bernd Lorenz         |
| Sostituzioni:                   |   |                      |
| nessuna sostituzione effettuata |   |                      |
| Allenatore:                     |   |                      |
| Dietrich Weise                  |   |                      |

| MEIDERICHER SV 02 DUISBURG: |   |                   |  |     |
|                             |   |                   |  |     |
| GK                          | 1 | Dietmar Linders   |  |     |
| SW                          |   | Detlef Pirsig (c) |  |     |
| DF                          |   | Werner Schneider  |  |     |
| DF                          |   | Michael Bella     |  |     |
| DF                          |   | Bernard Dietz     |  |     |
| MF                          |   | Bernd Lehmann     |  | 69’ |
| MF                          |   | Klaus Bruckmann   |  | 77’ |
| MF                          |   | Ronald Worm       |  |     |
| MF                          |   | Theo Bücker       |  |     |
| FW                          |   | Rudolf Seliger    |  |     |
| FW                          |   | Klaus Thies       |  |     |
| Sostituzioni:               |   |                   |  |     |
| DF                          |   | Kees Bregman      |  | 77’ |
| MF                          |   | Walter Krause     |  | 69’ |
| Allenatore:                 |   |                   |  |     |
| Willibert Kremer            |   |                   |  |     |

Eintracht Frankfurt
(2º successo)